# Diplomystes camposensis
Diplomystes camposensis é uma espécie de peixe da família Diplomystidae.
É endémica do Chile.